# Свети Никола (Горно Косоврасти)
Вижте пояснителната страница за други значения на Свети Никола.
„Свети Никола“ (на македонска литературна норма: „Свети Никола“) е възрожденска църква в дебърското село Горно Косоврасти, Северна Македония. Църквата е част от Дебърското архиерейско наместничество на Дебърско-Кичевската епархия на Македонската православна църква – Охридска архиепископия.
Църквата „Свети Никола“ е разположена в Долната махала, зад последните къщи. Представлява е малка еднокорабна сграда, иззидана от дялан камък. Точното време на изграждане на църквата не е известно, но архитектурният ѝ стил много наподобява на този на църквата „Света Варвара“ в близкото село Райчица, която е построена през 1597 година. Църквата спокойно може да се датира XVII - XVIII век. Църквата има площ 35 m2 с 2981 m2 двор. Стените са масивни, вратата е желязна, а покривът е ламаринен.
Църквата е била обслужвана от свещеник от Дебър, който обслужвал и Татар Елевци. След изселването на православното население, за храма се грижат местните мюсюлмани.